# Мёленер, Питер
Питер Мёленер, также Моленар, или Петер Мейленар (нидерл. Pieter Meulener, также Meulenaer или Molenaer, крещён 18 февраля 1602, Антверпен — 27 ноября 1654, Антверпен) — фламандский живописец батального и бытового жанра «золотого века» искусства Нидерландов.

## Биография
Питер Мёленер родился в Антверпене в семье живописца-баталиста Яна де Мёленера и Элизабет Флорис. Он был крещён 18 февраля 1602 года в соборе Богоматери Антверпена. Его дедом был фламандский художник эпохи Возрождения Корнелис Моленер, известный своими пейзажами. Предполагается, что Питера обучал его отец Ян, который вступил в антверпенскую гильдию Святого Луки в 1598 году. Питер стал членом гильдии в 1631 году в качестве «wijnmeester» (мастера по наследству). Вероятно, в том же году он женился на Марии Хендрикс.
Питер Мёленер учился также у Себастьяна Вранкса, позже продолжил обучение у известного фламандского художника-баталиста Питера Снайерса, также ученика Себастьяна Вранкса. Поскольку не было обнаружено ранних датированных работ Мёленера, вероятно, изначально он помогал отцу в его мастерской. Он начал работать самостоятельно в 1642 году. Его собственные произведения датированы периодом с 1642 по 1654 год. Он подписывал свои работы почти всегда «P.MEVLENER». Его случайная монограмма «PM» (в лигатуре; P в центре над M) долгое время считалась монограммой Питера де Молейна.
Ранние картины Мёленера отражают влияние Себастьяна Вранкса, хотя его работа с цветом — ближе к Питеру Снайерсу. После 1645 года в живописи Мёленера ощущается влияние голландских художников, таких как Питер де Нейн, Ян Якобс, Ван дер Стоф и Абрахам ван дер Хуф, но особенно Паламедеса Паламедеса, до такой степени, что авторство их батальных сцен часто путают.
Творчество Питера Мёленера, в основном, было посвящено изображению батальных и бытовых сцен. В батальной живописи художник сосредоточился на эпизодах Тридцатилетней войны, современником которой он был. В своих работах в композиционном плане он уступал своему учителю Снайерсу, который батальные сцены изображал панорамно. Мёленер же ограничивался изображением баталии в общем виде или отдельных его эпизодов.

## Галерея

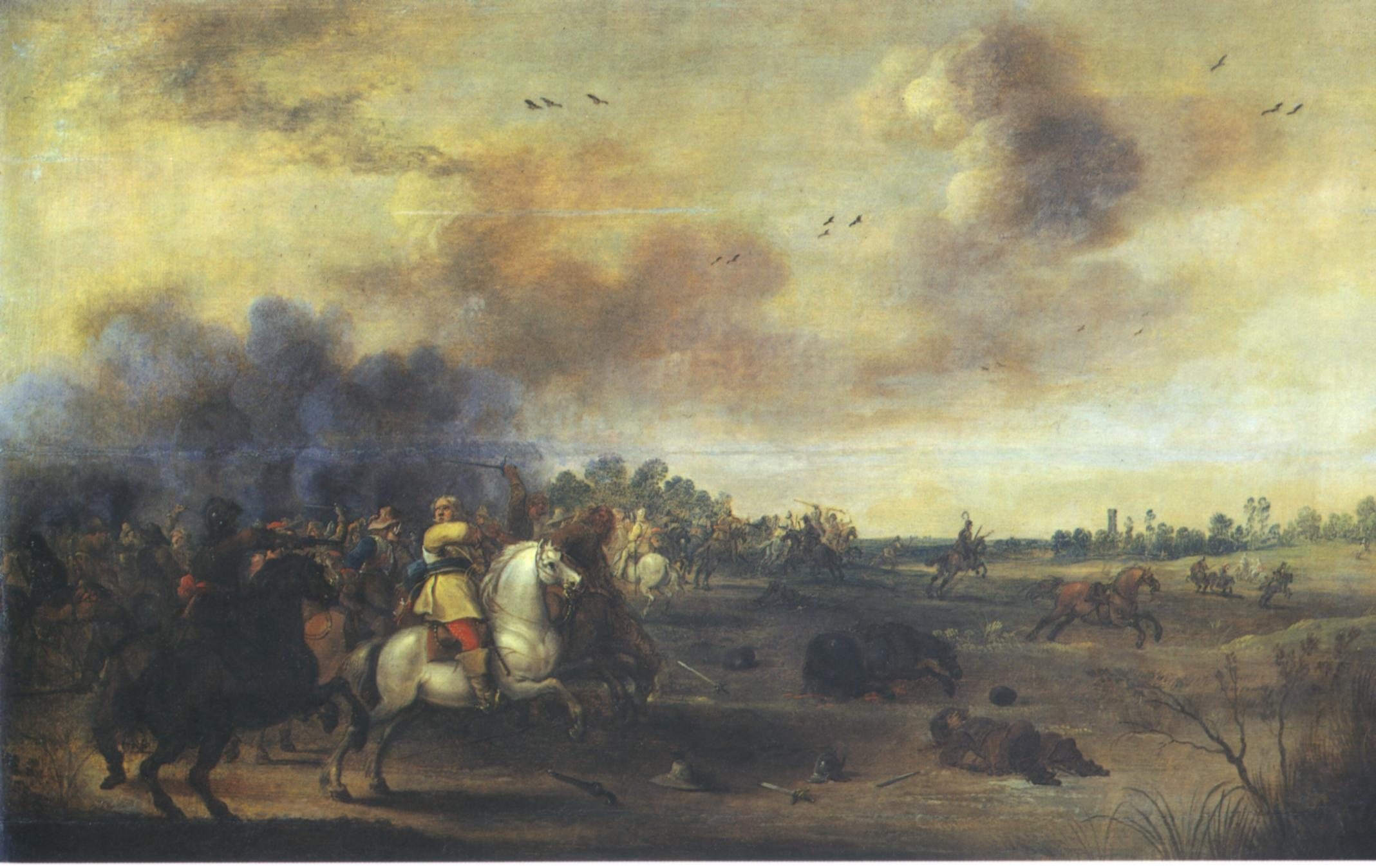
Густав II Адольф в битве при Лютцене 16 ноября 1632 года
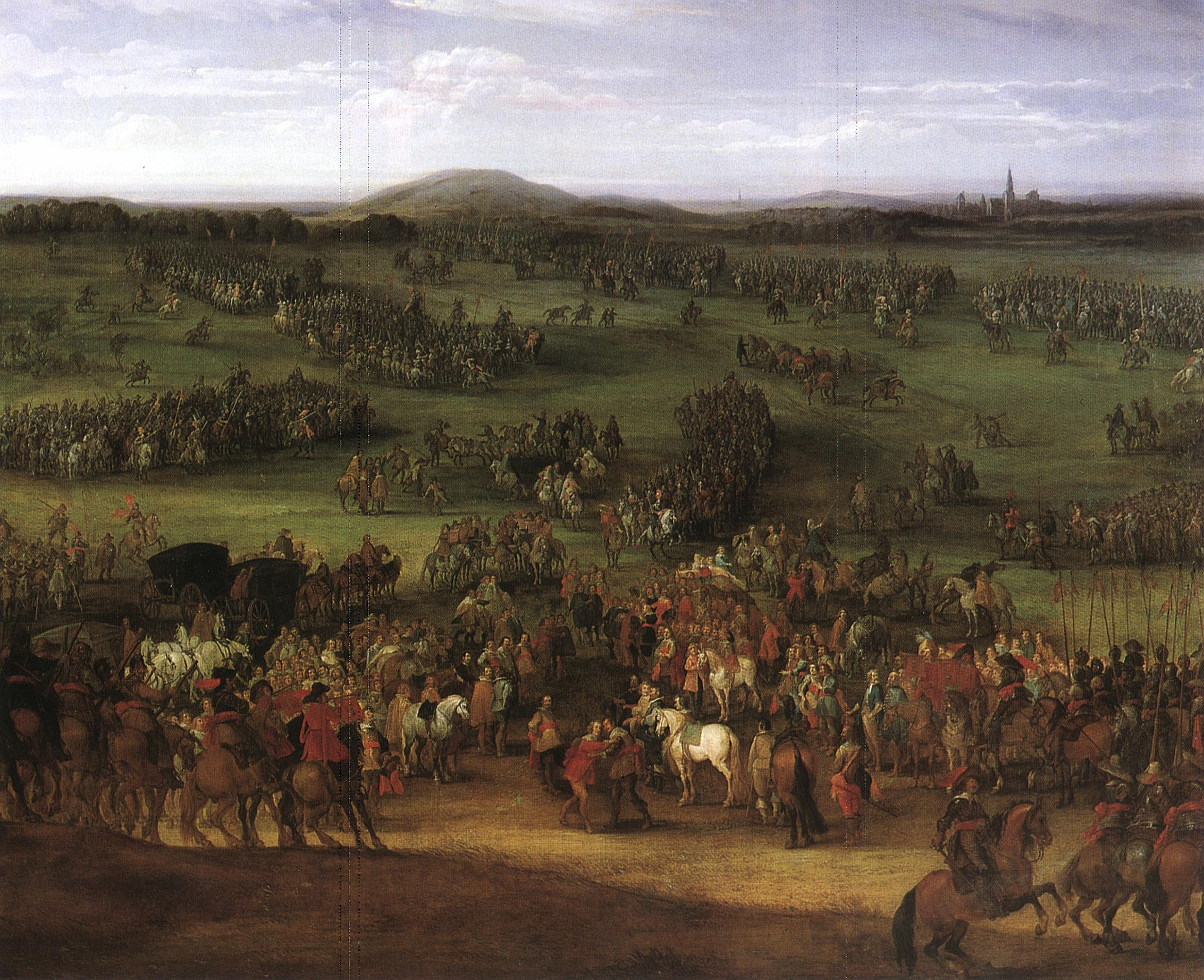
Битва при Нордлингене. 1634. Холст, масло. Национальный музей изобразительных искусств, Стокгольм
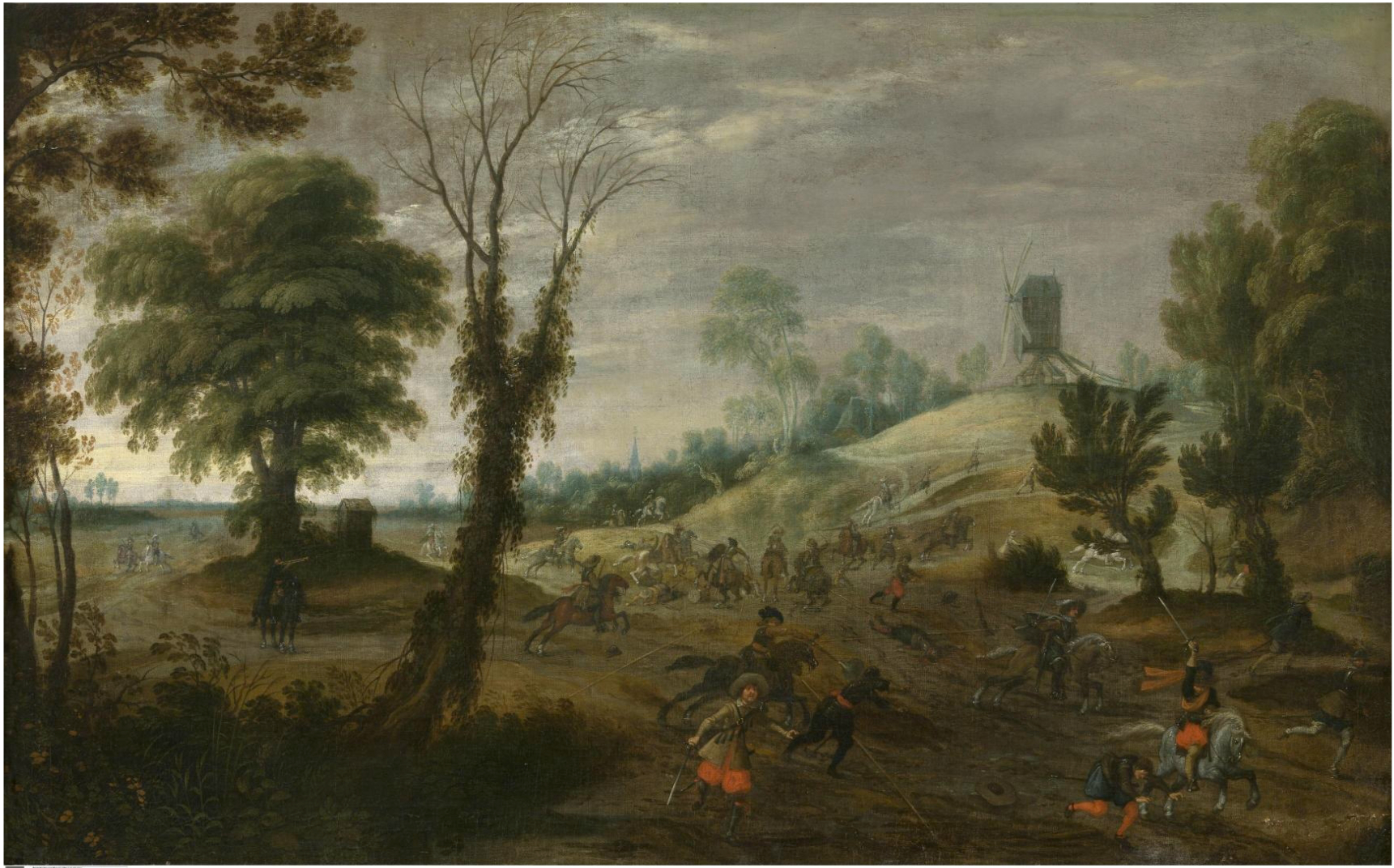
Кавалерийская схватка. Холст, масло. Музей Грунинге, Брюгге
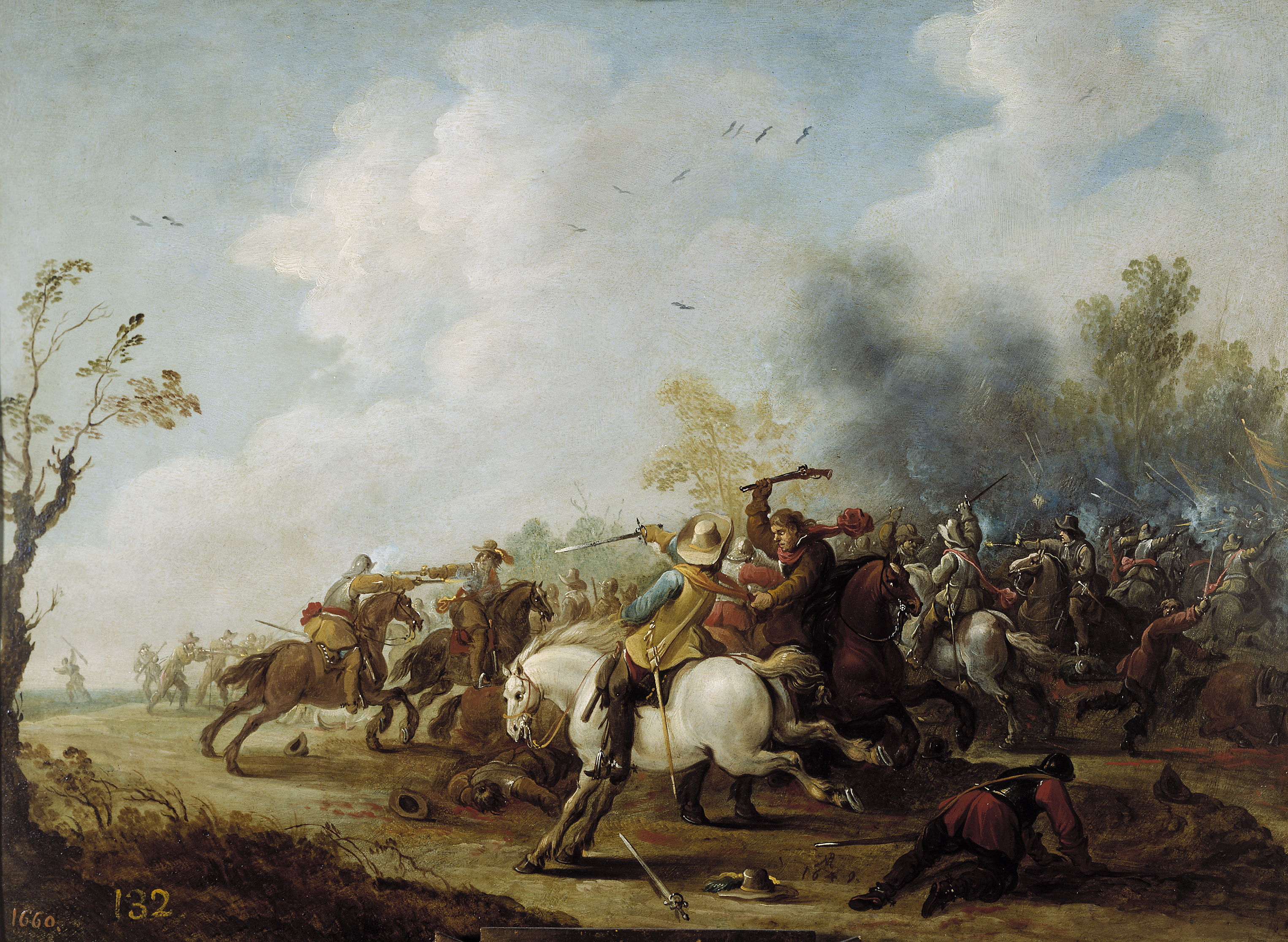
Кавалерийская стычка. 1649. Медь, масло. Прадо, Мадрид
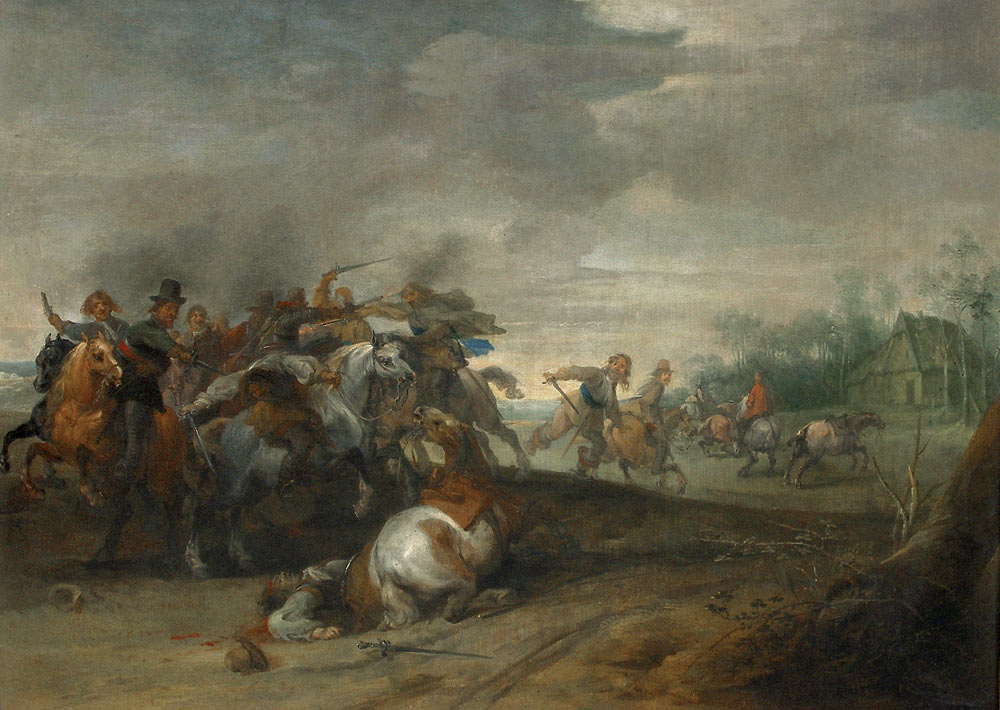
Кавалерийская атака. До 1654
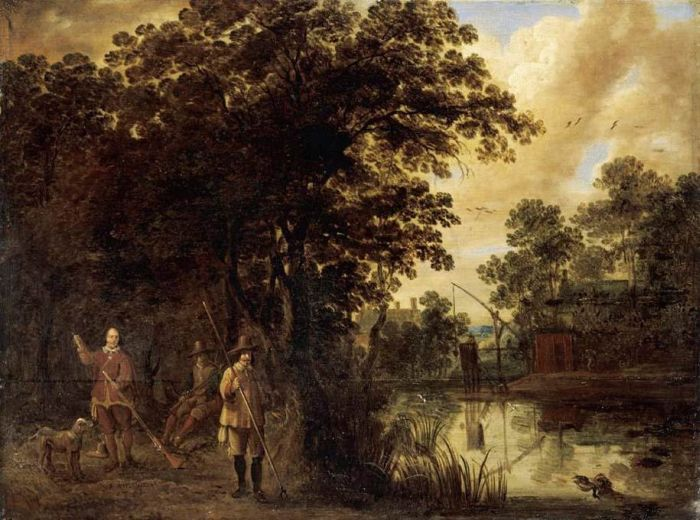
Речной пейзаж. Ок. 1651